# フッ化カドミウム
フッ化カドミウム（フッかカドミウム、英Cadmium fluoride）は、カドミウムのフッ化物で、化学式CdF2で表される無機化合物。合金の製造などに用いられるほか、有機合成化学に使用される。

## 生成
気体のフッ素またはフッ化水素と、単体のカドミウムまたは塩化カドミウムや硫酸カドミウムとの反応で生成される。また、40%のフッ化水素酸溶液に炭酸カドミウムを溶解し、150℃の真空中で乾燥させることにより得られる。もう一つの方法として、塩化カドミウムとフッ化アンモニウムを混合し、結晶化する方法がある。

## 毒性
発癌性及び変異原性がある。強い急性毒性を持ち、重篤な肝機能障害、腎機能障害や血清電解質異常を生じる。